# シタデル (テレビドラマ)
『シタデル』（Citadel）は、ジョシュ・アッペルバウム、ブライアン・オーおよびデヴィッド・ワイルが企画し、ルッソ兄弟とともに製作総指揮を務めるAmazon Prime Video製作のアメリカのアクション-スパイ・スリラーのテレビシリーズ。
全6話からなる第1シーズンでは、大規模なアクションシーンの撮影や製作チームの解散、再撮影などが重なり、3億米ドルの制作費を費やし、最も高額なテレビ番組の一つとなっている。2023年3月、第2シーズンの製作が決定された。第1シーズンは2023年4月28日に公開された。このシリーズに対する批評家の反応はさまざまである。

## キャラクターとキャスト（日本語吹替）

### メイン
- メイソン・ケイン/カイル・コンロイ：リチャード・マッデン（川田紳司）[10] - シタデルのエージェント
- ナディア・シン/シャーロット・ヴァーノン：プリヤンカー・チョープラー（小松由佳）[10] - シタデルのエージェント
- バーナード・オーリック：スタンリー・トゥッチ（岩崎ひろし）[10] - シタデルのエージェントでXケースを作ったエンジニア
- ダリア・アーチャー：レスリー・マンヴィル（幸田直子）[10] - マンティコアの幹部、駐米英国大使
- カーター・スペンス：オシ・イカイル（英語版）[10] - シタデルのエージェント
- アビー・コンロイ/ブリエル/セレステ・グラハム：アシュリー・カミングス（英語版）[10]  - メイソン(カイル)の妻アビー、記憶を失う前はアンダースの恋人ブリエルを装うシタデルのエージェントのセレステ
- アンダース・シリエおよびダヴィック・シリエ：ローランド・ムーラー[10]  - マンティコアのエージェントでダリアの部下である双子
- ヘンドリックス・コンロイ：カオイリン・スプリンガル[10] - メイソン(カイル)とアビーの娘

### ゲスト
- ジョー：モイラ・ケリー[11]
- シモンズ：ティモシー・バスフィールド（英語版）[11]
- グレース：ニキ・アムカ＝バード（英語版）- シタデルのエージェント

## あらすじ

### シーズン1のあらすじ
30年前、メイソンはセルビアで孤児となる。10年前、国をまたいだスパイ組織シタデルのエージェントであるメイソンは新人のナディアと恋愛関係になる。9年前、ナディアの友人のセレステがシタデルに加わり、潜入行動で危険な技術オズ・キーを入手しようとする。オズ・キーが失われ、メイソンはナディアが隠したことを知り、罪をセレステに着せて記憶を奪う。ナディアは怒ってメイソンとの関係を打ち切るも、密かに娘アシャを出産する。8年前、メイソンは無人潜水艦に個人コード付きのバックドアを埋め込む。母である駐米イギリス大使ダリアからシタデルが父を誤爆で殺したと聞かされ、正義の裁きを得るためシタデルの極秘情報を渡す。その情報を用い、ダリアが幹部である組織マンティコアは、世界中でシタデルのエージェントを襲撃し抹殺する。シタデルの技術者バーナードは組織を守るために、生き残ったメイソンとナディアの遠隔操作で記憶を消す。二人は死んだと見なされる。
現在、ダリアがシタデルの秘密技術の結集したXケースを盗む。セレステあらためアビーと記憶を失った同士で結婚し娘ヘンドリックスをもうけていたメイソンは、バーナードと協力してXケースを取り戻す。メイソンは記憶を回復できないものの、ナディアを探し出し血清で記憶を回復させる。二人はもう一人の仲間のカーターを救出する。ダリアがアシャを誘拐して脅迫し、3人に無人潜水艦の核ミサイルから炉心を盗ませる。交換の場で、3人は炉心を渡さずアシャを取り戻す。アメリカのシタデル本部に行き、メイソンはアビーとヘンドリックスに再会する。再合成した血清で記憶を取り戻し、自分のせいでシタデルがほぼ全滅したことを知る。

## エピソード
| 通算 話数 | タイトル                                                     | 監督                                             | 脚本 | 公開日        |
| --- | ------------------------------------------------------------ | ------------------------------------------------ | --- | ------------- |
| 1 | "謎の人物" "The Human Enigma"                                | ニュートン・トーマス・サイジェル                 | 脚本 : デヴィッド・ワイル 原案 : ジョシュ・アッペルバウム、ブライアン・オー、デヴィッド・ワイル                         | 2023年4月28日 |
| 国をまたいだスパイ組織シタデルのエージェントであるメイソン・ケインとナディア・シンは、イタリアの列車の中で敵対組織マンティコアのエージェントに待ち伏せされ、事故で死亡したとみなされる。8年後、記憶を一掃されたメイソンは、カイル・コンロイとしてオレゴン州で妻と娘と静かな生活を送っている。一方、マンティコアの襲撃を生き延びたシタデルのエージェントであるバーナード・オーリックは、メイソンが生きていて、マンティコアのエージェントで駐米英国大使であるダリア・アーチャーがシタデルの極秘のXケースを手に入れたという情報を得る。バーナードはカイルと彼の家族を誘拐してワイオミング州の自宅に連れて行き、彼の過去を語った後、家族の安全のためにケースを取り戻すよう説得する。 |                                                              |                                                  | |               |
| 2 | "スパイは夜現れる" "Spies Appear In Night Time"              | ニュートン・トーマス・サイジェル                 | デヴィッド・ワイル、ブライアン・オー                                                                                    | 2023年4月28日 |
| ナディアもまた、イタリアでの襲撃を生き延びている。逃亡中にイタリア人男性に監禁され、彼を殺して脱出することに成功するが、バーナードによる遠隔操作「バックストップ」で記憶を消されてしまう。8年後、バーナードはシタデル内に裏切者がいたと語る。ニューヨークでメイソンはシタデルのXケースを回収するが、中の自分の血清は失われて記憶を取り戻せず、バーナードはダリアの部下に捕らえられてしまう。ナディアが生きていることを知ったメイソンはヴァレンシアで彼女に会い、ケースの中の血清で記憶を取り戻す手助けをする。 |                                                              |                                                  | |               |
| 3 | "巨大な影" "Infinite Shadows"                                | ニュートン・トーマス・サイジェル、ジェシカ・ユー | デヴィッド・ワイル、メリッサ・グレン                                                                                    | 2023年5月5日  |
| 10年前、新人エージェントだったナディアがメイソンを助けてイランの秘密施設から危険なウイルスを盗み出し、二人はパリで関係を持つ。現在、記憶を取り戻せないメイソンは、敵と戦い家族を守るためにナディアに助けを求める。二人はシタデルの生き残りのカーター・スペンスがモロッコのマンティコアの秘密施設に囚われていると知る。モロッコでメイソンは、ナディアが裏切者だと聞く。バーナードはXケースに隠された核兵器のコードを明かすようダリアの部下アンダースに拷問を受ける。メイソンの現在の妻アビーは、記憶を失ったアンダースの恋人ブリエルであると明かし、逃亡の助けを求める。 |                                                              |                                                  | |               |
| 4 | "告白" "Tell Her Everything"                                 | ニュートン・トーマス・サイジェル、ジェシカ・ユー | 脚本 : ジョシュ・アッペルバウム、ブライアン・オー、デヴィッド・ワイル 原案 : ジョシュ・アッペルバウム、ブライアン・オー | 2023年5月12日 |
| 10年前、ナディアの友人のセレステがシタデルに加わり、名をブリエルと偽りアムステルダムでアンダースに接近し、新技術のオズ・キーを盗もうとする。だがオズ・キーはダヴィックとともに消え、メイソンはセレステが裏切ったと疑い、ナディアには隠して、メキシコ・シティでセレステの記憶をバックストップで消した上で、血清を破壊して記憶を取り戻せなくする。カーターは、オズ・キーを隠したのはナディアであり、彼女を守るためにセレステの記憶を消したとメイソンを責める。現在、カーターを救うため、メイソンとナディアがモロッコにあるマンティコアの秘密施設に入る。以前の記憶と戦闘能力を取り戻していないメイソンは、ナディアの指示に従う。独房に囚われていたカーターは、ナディアを裏切者と指弾する。 |                                                              |                                                  | |               |
| 5 | "時は敵を作る" "Time Renders Us Enemies"                     | ニュートン・トーマス・サイジェル                 | 脚本 : デヴィッド・ワイル、ブライアン・オー 原案 : デヴィッド・ワイル、ブライアン・オー、アンジェラ・ルッソ＝オツトット | 2023年5月19日 |
| 9年前、アテネでメイソンはナディアにプロポーズする。だがナディアはメイソンがセレステの記憶を消させたことを知って激怒し、オズ・キーは危険すぎるため破壊したと告白し、二人は別れる。ナディアは父親でテロリストのラヒに助けを求め、ヴァレンシアで密かにメイソンの娘を産む。現在、ダリアはブリエルに会わせてもらうことと引き換えにバーナードを逃がそうとしたアンダースを殺す。バーナードの家族を殺すと脅し、核兵器のコードを聞き出した後に、かまわず攻撃を命令する。メイソンとナディアがカーターを救出したと知り、核兵器の起動システムに指紋がリンクされたメイソンをダヴィックに追わせる。メイソンの娘ヘンドリックスを人質として、彼に潜水艦内の核ミサイルの炉心の入手を命じる。 |                                                              |                                                  | |               |
| 6 | "夜の秘密に明け方の雨を" "Secrets in Night Need Early Rains" | ニュートン・トーマス・サイジェル                 | ジョシュ・アッペルバウム、ブライアン・オー                                                                              | 2023年5月26日 |
| 30年前、メイソンはセルビアで孤児となり、オレゴンで育てられる。8年前、メイソンは無人潜水艦をハッキングしてバックドアを埋め込み、個人コードを埋め込む。母であると知ったダリアに頼み、ナディアの居場所を調べるよう求める。シタデルが誤爆で父を殺したと聞かされ、シタデルに正義の裁きを与えるために極秘情報をダリアに渡す。ダリアはその情報を使って世界中でシタデルのエージェントを襲撃する。現在、メイソン、ナディア、カーター、ダヴィックは無人潜水艦をハッキングして浮上させ、乗り込んで炉心を奪おうとする。だがダヴィックが裏切り、権力を求めてマンティコアの拠点をミサイルで破壊すると脅す。ナディアがミサイルの炉心を外し、メイソンがダヴィックを殺す。3人は炉心とアシャの交換の場ヴァレンシアで、炉心を渡さずに娘を取り戻す。アメリカのシタデル本部に行き、メイソンはアビーとヘンドリックスに再会する。カーターの合成した血清により、メイソンはすべての記憶を取り戻し、自分が裏切者であったことを知る。 |                                                              |                                                  | |               |

## 製作

### 企画
『シタデル』の種子はAmazon Studiosのチーフ、ジェニファー・サルケが2018年半ばにルッソ兄弟と彼らの独立系スタジオAGBOに野心的で世界を股にかけたスパイ番組の制作を打診したことで植え付けられた。このシリーズは、当初AGBOと、ジョシュ・アッペルバウムとアンドレ・ネメックが構成する脚本家集団ミッドナイト・ラジオとの共同制作だった。しかしながら、彼らはルッソ兄弟との創造性の違いから2021年の制作途中で番組を離れ、デヴィッド・ワイルが新しいショーランナーとなった。この方針変換の結果、2022年に大規模な再撮影が行われた。
2023年時点で、『シタデル』は史上最も高額なシリーズで、予算は3億米ドルだったが、これは主にデヴィッド・ワイルをショーランナーに採用した結果行われた大規模な再撮影が原因となっている。

### キャスティング
マッデンおよびチョープラーのほか、ローランド・ムーラーが、シタデルの敵の諜報機関マンティコアのエージェントである双子のアンダース・シリエおよびダヴィック・シリエを演じる。

### 撮影
メインシリーズの撮影は2021年1月に開始され、同年12月に終了した。
しかし、2022年初頭から半ばにかけて、ワイル、ルッソ兄弟およびトーマス・サイジェル監督監修のもとで再撮影が行われた。

## リリース
全6話のシリーズは、2023年4月28日に最初の2話がAmazon Prime Videoで公開された。残る話は週1話ずつ公開された。

## スピンオフ
今後は、イタリア アルプス、インド、スペインおよびメキシコを舞台にし、現地の言語で展開されるスピンオフシリーズが展開される予定だと報じられた。
イタリア版となる『シタデル ディアナ』は、AmazonスタジオとITVスタジオの一部であるカトレアが共同製作し、2024年10月10日に配信された。
インド版となる『シタデル ハニー バニー』は、ヴァルン・ダワンとサマンタが主演を、ラージ・ニディモールー&クリシュナDKが監督を務める。2024年11月7日に配信予定。

## 評価
レビュー収集サイトのRotten Tomatoesは53件の批評家によるレビューに基づき、51%の支持率と5.7/10の平均評価を報告した。ウェブサイトでの批評家コンセンサスは「『シタデル』は費用を惜しんでいないが、未発達の感があり、かなり楽しいスパイ大作を生み出したものの、その法外な費用の重さに軋む」と述べている。加重平均を用いるMetacriticは、21人の評価に基づいて100点満点中の51点を与え、「賛否両論または平均的なレビュー」を示している。